# Двоїна в церковнослов'янській мові
Церковнослов'янська мова, як літературна мова, що виникла на базі староцерковнослов'янської мови під упливом живих (розмовних) слов'янських мов, успадкувала, крім однини та множини, ще й форму двоїни для самостійних частин мови.

## Історія форм двоїни

### Іменник
Початково у мові кирило-методіївської доби існувало 6 відмін, як і в давньоруській мові, хоч потім і почали змішуватися між собою.

#### І відміна
До цієї відміни належали слова чоловічого роду на -ъ, -ь та середнього на -о, -е, тобто колишні іменники з основою на -ŏ- (-jŏ-), відмінювання у формі двоїни яких було таким:
| Відмінок                   | Раб (рабъ) | Край (краи) | Кінь (конь) | Князь (кнѧзь) | Отець (отець) | Лікар (врачь) | Лице (лице) | Село (село) |
| -------------------------- | ---------- | ----------- | ----------- | ------------- | ------------- | ------------- | ----------- | ----------- |
| Називний Знахідний Кличний | раба       | края        | коня        | кнѧзя         | отцѧ          | врача         | лици        | селѣ        |
| Родовий Місцевий           | рабѹ       | краю        | коню        | кнѧзю         | отцю          | врачѹ         | лицѹ        | селѹ        |
| Давальний Орудний          | рабома     | краѥма      | конема      | кнѧзема       | отцема        | врачема       | лицема      | селома      |

#### ІІ відміна
До цієї відміни належала нечисленна група слів іменників чоловічого роду з основою на -ŭ-, відмінювання у формі двоїни якої було таким:
| Відмінок                   | Син (сынъ) | Гріх (грѣхъ) | Сад (садъ) | Дар (даръ) | Чин (чинъ) |
| -------------------------- | ---------- | ------------ | ---------- | ---------- | ---------- |
| Називний Знахідний Кличний | сыны       | грѣхы        | сады       | дары       | чины       |
| Родовий Місцевий           | сынѹ       | грѣхѹ        | садѹ       | дарѹ       | чинѹ       |
| Давальний Орудний          | сынъма     | грѣхъма      | садъма     | даръма     | чинъма     |

#### ІІІ відміна
До цієї відміни належали слова чоловічого, жіночого та спільного роду з основою на -ā-, відмінювання у формі двоїни яких було таким:
| Відмінок                   | Рука (рѫка) | Вода (вода) | Вівця (овьца) | Чаша (чаша) | Пустиня (пѹстыня) | Змія (змия) | Земля (земля) |
| -------------------------- | ----------- | ----------- | ------------- | ----------- | ----------------- | ----------- | ------------- |
| Називний Знахідний Кличний | рѫцѣ        | водѣ        | овьци         | чаши        | пѹстыни           | змии        | земли         |
| Родовий Місцевий           | рѫкѹ        | водѹ        | овьцѹ         | чашѹ        | пѹстыню           | змию        | землю         |
| Давальний Орудний          | рѫкама      | водама      | овьцама       | чашама      | пѹстынѧма         | змиѧма      | земляма       |

#### IV відміна
До цієї відміни належали слова чоловічого та жіночого роду з основою на -ĭ-, відмінювання у формі двоїни яких було таким:
| Відмінок                   | Путь (пѫть) | Кість (кость) | Господь (господь) | Голуб (голѫб) | Хитрість (хытрость) |
| -------------------------- | ----------- | ------------- | ----------------- | ------------- | ------------------- |
| Називний Знахідний Кличний | пѫти        | кости         | господа           | голѫби        | хытрости            |
| Родовий Місцевий           | пѫтию       | костию        | господѹ           | голѫбѹ        | хытростию           |
| Давальний Орудний          | пѫтьма      | костьма       | господема         | голѫбьма      | хытростьма          |

#### V відміна
До цієї відміни належали слова всіх трьох родів, у яких давня основа закінчувалася на -n-, -s-, -t-, -r-. Відмінювання цих слів у формі двоїни яких було таким:
| Відмінок                   | Камінь (камень) | День (день) | Ім'я (имя) | Отрок (отрочя) | Тіло (тѣло) | Матір (мати) | Дочір (дѱи) |
| -------------------------- | --------------- | ----------- | ---------- | -------------- | ----------- | ------------ | ----------- |
| Називний Знахідний Кличний | камени          | дни         | именѣ      | отрочѧтѣ(и)    | тѣлесѣ(и)   | матери       | дѱери       |
| Родовий Місцевий           | камен(ї)ю       | днї(ю)      | именѹ      | отрочѧтѹ       | тѣлесѹ      | матерѹ       | дѱерѹ       |
| Давальний Орудний          | каменьма        | деньма      | именьма    | отрочѧтема     | тѣлесема    | матерема     | дѱерема     |

#### VI відміна
До цієї відміни належали іменники тільки жіночого роду з основою на -ū- (-jū-), відмінювання у формі двоїни яких було таким:
| Відмінок                   | Буква (букы) | Церква (црькы) | Хоругва (хорѫгы) | Тиква (тыкы) |
| -------------------------- | ------------ | -------------- | ---------------- | ------------ |
| Називний Знахідний Кличний | букви        | церкви         | хорѫгви          | тыкви        |
| Родовий Місцевий           | буквию       | церквию        | хорѫгвию         | тыквию       |
| Давальний Орудний          | буквама      | церквама       | хорѫгвама        | тыквама      |

### Займенник
Займенники у церковнослов'янській мові поділяються за значенням на ті самі групи, що й в сучасній українській мові. Зворотній займенник сѧ (укр. себе), як відомо, указує на особу або предмет, що виконує дію, яка спрямована на неї ж, отже, він узагалі не має морфологічних ознак роду й числа і в реченні постійно виступає лише додатком. Щодо займенників къто, чьто (укр. хто, що), то пам'ятки засвідчують їхні форми тільки в однині. Заперечні займенники на штиб никъто, ничьто та неозначені на зразок нѣкъто нѣчьто відмінювалися так само, як і питальні займенники.

#### Безродові займенники

##### Особові займенники
Відмінювання особових займенників (вѣ — ми два/дві, ва — ви два/дві, яже/иже — вони два/дві) у церковнослов'янській мові у формі двоїни мало такий вигляд:
| Особа | Називний                              | Родовий-Місцевий | Давальний-Орудний | Знахідний               |
| ----- | ------------------------------------- | ---------------- | ----------------- | ----------------------- |
| 1     | вѣ                                    | наю              | нама              | на                      |
| 2     | ва                                    | ваю              | вама              | ва                      |
| 3     | яже, она (чол.). иже, онѣ (жін./сер.) | ѥю               | има               | я (чол.), и (жін./сер.) |

#### Родові займенники

##### Присвійні займенники
Відмінювання присвійних займенників у церковнослов'янській мові у формі двоїни мало такий вигляд:
| Відмінок                   | Мій (мои)                   | Твій (твои)                   | Наш (нашь)                    | Ваш (вашь)                    | Свій (свои)                   |
| -------------------------- | --------------------------- | ----------------------------- | ----------------------------- | ----------------------------- | ----------------------------- |
| Називний Знахідний Кличний | моя (чол.), мои (жін./сер.) | твоя (чол.), твои (жін./сер.) | наша (чол.), наши (жін./сер.) | ваша (чол.), ваши (жін./сер.) | своя (чол.), свои (жін./сер.) |
| Родовий Місцевий           | моѥю                        | твоѥю                         | нашею                         | вашею                         | своѥю                         |
| Давальний Орудний          | моима                       | твоима                        | нашима                        | вашима                        | своима                        |

##### Відносні займенники
Відмінювання відносних займенників на зразок иже, егоже, который, яковь тощо у церковнослов'янській мові у формі двоїни мало такий вигляд:
| Відмінок                   | Котрий (которыи)                  | (яковъ)                         |
| -------------------------- | --------------------------------- | ------------------------------- |
| Називний Знахідний Кличний | котора (чол.), которѣ (жін./сер.) | якова (чол.), яковѣ (жін./сер.) |
| Родовий Місцевий           | которою                           | яковою                          |
| Давальний Орудний          | которыма                          | яковѣма                         |

##### Питальні займенники
Відмінювання питальних займенників у церковнослов'янській мові у формі двоїни мало такий вигляд:
| Відмінок                   | Який (кыи)                              | Чий (чїи)                     | Котрий (которыи)                    |
| -------------------------- | --------------------------------------- | ----------------------------- | ----------------------------------- |
| Називний Знахідний Кличний | кыя, коя (чол.), кыи (жін.), кои (сер.) | чїя (чол.), чїи (жін. і сер.) | котора (чол.), которѣ (жін. і сер.) |
| Родовий Місцевий           | кыею                                    | чїѥю                          | которою                             |
| Давальний Орудний          | кыима, коима                            | чїима                         | которѣма                            |

##### Указівні займенники
Відмінювання вказівних займенників у церковнослов'янській мові у формі двоїни мало такий вигляд:
| Відмінок                   | Сей (сеи)                         | Той (тои)                   | Оний (онъ)                    |
| -------------------------- | --------------------------------- | --------------------------- | ----------------------------- |
| Називний Знахідний Кличний | сїя (чол.), сїи, си (жін. і сер.) | та (чол.), тѣ (жін. і сер.) | она (чол.), онѣ (жін. і сер.) |
| Родовий Місцевий           | сею                               | тою                         | оною                          |
| Давальний Орудний          | сима                              | тѣма                        | онѣма                         |

##### Неозначені займенники
Відмінювання неозначених займенників у церковнослов'янській мові у формі двоїни мало такий вигляд:
| Відмінок                   | Певний (нѣкыи)                                | Нічий (нѣчїи)                     |
| -------------------------- | --------------------------------------------- | --------------------------------- |
| Називний Знахідний Кличний | нѣкыя, коя (чол.), нѣкыи (жін.), нѣкои (сер.) | нѣчїя (чол.), нѣчїи (жін. і сер.) |
| Родовий Місцевий           | нѣкыею                                        | нѣчїѥю                            |
| Давальний Орудний          | нѣкыима, нѣкоима                              | нѣчїима                           |

##### Займенникові прикметники
Відмінювання займенникових прикметників, які вживаються як неозначені, а часом і як питальні чи відносні займенники, а саме: самъ, такъ, какъ, всѧкъ, дрѹгъ, таковъ, толикъ, многъ тощо — у церковнослов'янській мові у формі двоїни мало такий вигляд:
| Відмінок                   | Увесь (весь)                      | Самий (самъ)                  | Усякий (всѧкъ)                  | Такий (такъ)                 |
| -------------------------- | --------------------------------- | ----------------------------- | ------------------------------- | ---------------------------- |
| Називний Знахідний Кличний | вся (чолю), всїи, вси (жін./сер.) | сама (чол.), самѣ (жін./сер.) | всѧка (чол.), всѧкѣ (жін./сер.) | така (чол.) такѣ (жін./сер.) |
| Родовий Місцевий           | всею                              | самою                         | всѧкою                          | такою                        |
| Давальний Орудний          | всима                             | самѣма                        | всѧкѣма                         | такѣма                       |

### Прикметник

#### Нечленні прикметники
Відмінювання нечленних прикметників у формі двоїни:
| Відмінок                   | Чоловічий рід | Чоловічий рід | Чоловічий рід | Чоловічий рід | Жіночій рід  | Жіночій рід  | Жіночій рід | Жіночій рід | Середній рід | Середній рід | Середній рід | Середній рід |
| Відмінок                   | Тверда група  | Тверда група  | М'яка група   | М'яка група   | Тверда група | Тверда група | М'яка група | М'яка група | Тверда група | Тверда група | М'яка група  | М'яка група  |
| -------------------------- | ------------- | ------------- | ------------- | ------------- | ------------ | ------------ | ----------- | ----------- | ------------ | ------------ | ------------ | ------------ |
| Називний Знахідний Кличний | нова          | добра         | змїиня        | синя          | новѣ         | добрѣ        | змїини      | сини        | новѣ         | добрѣ        | змїини       | сини         |
| Родовий Місцевий           | новѹ          | добрѹ         | змїиню        | синю          | новѹ         | добрѹ        | змїиню      | синю        | новѹ         | добрѹ        | змїиню       | синю         |
| Давальний Орудний          | новома        | доброма       | змїиняма      | синяма        | новама       | добрама      | змїинема    | синема      | новома       | доброма      | змїиняма     | синяма       |

#### Членні прикметники
Відмінювання членних прикметників у формі двоїни:
| Відмінок                   | Чоловічий рід   | Чоловічий рід     | Чоловічий рід | Чоловічий рід | Жіночій і середній рід | Жіночій і середній рід | Жіночій і середній рід | Жіночій і середній рід |
| Відмінок                   | Тверда група    | Тверда група      | М'яка група   | М'яка група   | Тверда група           | Тверда група           | М'яка група            | М'яка група            |
| -------------------------- | --------------- | ----------------- | ------------- | ------------- | ---------------------- | ---------------------- | ---------------------- | ---------------------- |
| Називний Знахідний Кличний | новая           | добрая            | пѣшая         | рыжая         | новѣи                  | добрѣи                 | пѣшїи                  | рыжїи                  |
| Родовий Місцевий           | новѹю           | добрѹю            | пѣшѹю         | рыжѹю         | новѹю                  | добрѹю                 | пѣшѹю                  | рыжѹю                  |
| Давальний Орудний          | новыима, новыма | добрыима, добрыма | пѣшима        | рыжима        | новыима, новыма        | добрыима, добрыма      | пѣшима                 | рыжима                 |

#### Ступінь порівняння
Відмінювання прикметників у вищому ступені порівняння у формі двоїни:
| Відмінок                   | Чоловічий рід | Чоловічий рід | Жіночій рід | Жіночій рід | Середній рід | Середній рід |
| -------------------------- | ------------- | ------------- | ----------- | ----------- | ------------ | ------------ |
| Називний Знахідний Кличний | чистѣиша      | слабѣша       | чистѣиши    | слабѣши     | чистѣиши     | слабѣши      |
| Родовий Місцевий           | чистѣишѹ      | слабѣшѹ       | чистѣишѹ    | слабѣшѹ     | чистѣишѹ     | слабѣшѹ      |
| Давальний Орудний          | чистѣишема    | слабѣшема     | чистѣишама  | слабѣшама   | чистѣишема   | слабѣшема    |

### Числівники
У церковнослов'янській мові числівник ѥдинъ відмінюється в усіх формах роду і числа, а от два — тільки у двоїні, але в усіх родах. Найважливіші числівники у формі двоїни відмінювалися так:
| Відмінок                   | Один (ѥдинъ)                   | Два (два)                  | Десять (десѧть) | Сто (сто) | Тисяча (тысѧѱа) | Обидва (оба)               |
| -------------------------- | ------------------------------ | -------------------------- | --------------- | --------- | --------------- | -------------------------- |
| Називний Знахідний Кличний | ѥдина (чол.) ѥдинѣ (жін./сер.) | два (чол.) двѣ (жін./сер.) | десѧти(ѣ)       | стѣ       | тысѧѱи          | оба (чол.) обѣ (жін./сер.) |
| Родовий Місцевий           | ѥдиною                         | двою                       | десѧтѹ          | стѹ       | тысѧѱѹ          | обою                       |
| Давальний Орудний          | ѥдинѣма                        | двѣма                      | десѧтьма        | стома     | тысѧѱама        | обѣма                      |

### Дієслово
Прикметно, що, на відміну від інших слов'янських мов, у церковнослов'янській мові розрізняються форми двоїни дієслова у другій та третій особі.

#### Теперішній час
Особові форми дієслів у теперішньому часі походять іще з праслов'янської мови. Дієслова І-ІІІ класів мали майже однакові закінчення, та окремо стояли дієслова IV класу, що вилилось у появу двох відмін. Отож у формі двоїни теперішнього часу дієслова відмінювалися так:
| Особа | І — нести | ІІ — двигнѫти | ІІІ — грѣти | IV — хвалити | (ІІІ і IV) хотѣти |
| ----- | --------- | ------------- | ----------- | ------------ | ----------------- |
| 1     | несевѣ    | двигневѣ      | грѣевѣ      | хваливѣ      | хоштевѣ           |
| 2     | несета    | двигнета      | грѣета      | хвалита      | хоштета           |
| 3     | несете    | двигнете      | грѣете      | хвалите      | хоштете           |

Слід також згадати про нетематичні дієслова, які у формі двоїни відмінювалися так:
| Особа | Быти | Дати  | Вѣсти | Ясти | Имати | Имати  |
| ----- | ---- | ----- | ----- | ---- | ----- | ------ |
| 1     | ѥсвѣ | давѣ  | вѣвѣ  | явѣ  | имавѣ | имѣевѣ |
| 2     | ѥста | даста | вѣста | яста | имата | имѣета |
| 3     | ѥсте | дасте | вѣсте | ясте | имате | имѣете |

#### Минулий час

##### Аорист

###### Простий аорист
Форми цього аориста утворювали лише односкладові дієслова І і ІІ класів з основами-коренями на приголосну і тільки одне дієслово ІІІ класу: обрѣсти. У двоїні дієслова в простім аористі відмінювалися так:
| Особа | Нести  | Двигнѫти | Ити   | Обрѣсти  | Решти  |
| ----- | ------ | -------- | ----- | -------- | ------ |
| 1     | несовѣ | двиговѣ  | идовѣ | обрѣсовѣ | рековѣ |
| 2     | несета | движета  | идета | обрѣсета | речета |
| 3     | несете | движете  | идете | обрѣсете | речете |

###### Сигматичний аорист
| Особа | Решти          | Решти    | Нести    | Нести  |
| ----- | -------------- | -------- | -------- | ------ |
| 1     | рѣховѣ         | рекоховѣ | несоховѣ | несовѣ |
| 2     | (рѣхова) рѣста | рекоста  | несоста  | неста  |
| 3     | (рѣхове) рѣсте | рекосте  | несеста  | несте  |

##### Імперфект
| Особа | Нести                | Двигнѫти               | Знати              | Хвалити                |
| ----- | -------------------- | ---------------------- | ------------------ | ---------------------- |
| 1     | несѣаховѣ            | движааховѣ             | знааховѣ           | хвалѣаховѣ             |
| 2     | (несѣашета) несѣаста | (движаашета) движааста | (знаашета) знааста | (хвалѣашета) хвалѣаста |
| 3     | (несѣашете) несѣасте | (движаашете) движаасте | (знаашете) знаасте | (хвалѣашете) хвалѣасте |

Відмінювання нетематичних слів у формі двоїні в імперфекті:
| Особа | Быти    | Дати      | Вѣдѣти    | Ясти     | Имати    |
| ----- | ------- | --------- | --------- | -------- | -------- |
| 1     | бѣаховѣ | дадѣаховѣ | вѣдѣаховѣ | ядѣаховѣ | имѣаховѣ |
| 2     | бѣашета | дадѣашета | вѣдѣашета | ядѣашета | имѣашета |
| 3     | бѣашете | дадѣашете | вѣдѣашете | ядѣашете | имѣашете |

##### Перфект
Перфект утворювався поєднанням особових форм дієслів быти в теперішнім часі з формами активного дієприкметника минулого часу на -лъ-. Саме ж дієслово быти відмінювалося в перфекті так:
| Особа | Быти |
| ----- | ---- |
| 1     | ѥсвѣ |
| 2     | ѥста |
| 3     | ѥсте |

Отже, у перфекті дієслова відмінювалися так:
| Особа | Сътворити         | Сътворити | Хвалити         | Хвалити | Понести         | Понести |
| ----- | ----------------- | --------- | --------------- | ------- | --------------- | ------- |
| 1     | сътворила, -ѣ, -ѣ | ѥсвѣ      | хвалила, -ѣ, -ѣ | ѥсвѣ    | понесла, -ѣ, -ѣ | ѥсвѣ    |
| 2     | сътворила, -ѣ, -ѣ | ѥста      | хвалила, -ѣ, -ѣ | ѥста    | понесла, -ѣ, -ѣ | ѥста    |
| 3     | сътворила, -ѣ, -ѣ | ѥсте      | хвалила, -ѣ, -ѣ | ѥсте    | понесла, -ѣ, -ѣ | ѥсте    |

##### Плюсквамперфект
За способом творення — це складний час, що його утворювали поєднанням дієслова быти в імперфекті з формами активного дієприкметника минулого часу на -лъ-. Отже, у плюсквамперфекті дієслова відмінювалися так:
| Особа | Нести   | Нести         | Грѣти   | Грѣти         | Дати    | Дати         |
| ----- | ------- | ------------- | ------- | ------------- | ------- | ------------ |
| 1     | бѣаховѣ | несла, -ѣ, -ѣ | бѣаховѣ | грѣла, -ѣ, -ѣ | бѣаховѣ | дала, -ѣ, -ѣ |
| 2     | бѣашета | несла, -ѣ, -ѣ | бѣашета | грѣла, -ѣ, -ѣ | бѣашета | дала, -ѣ, -ѣ |
| 3     | бѣашете | несла, -ѣ, -ѣ | бѣашете | грѣла, -ѣ, -ѣ | бѣашете | дала, -ѣ, -ѣ |

#### Майбутній час

##### Простий майбутній час
У церковнослов'янській мові не було чіткро виділених граматичних категорій доконаного/недоконаного виду, тому форми дієслів доконаного виду, переважно утворених префіксальним способом, збігалися з формами теперішнього часу, проте вже мали значення майбутнього — це простий майбутній час:
| Особа | І — понести | ІІ — подвигнѫти | ІІІ — погрѣти | IV — похвалити | (ІІІ і IV) захотѣти |
| ----- | ----------- | --------------- | ------------- | -------------- | ------------------- |
| 1     | понесевѣ    | подвигневѣ      | погрѣевѣ      | похваливѣ      | хоштевѣ             |
| 2     | понесета    | подвигнета      | погрѣета      | похвалита      | хоштета             |
| 3     | понесете    | подвигнете      | погрѣете      | похвалите      | хоштете             |

##### Складний майбутній час
У церковнослов'янській мові існував складний майбутній час двох типів, які утворювалися за допомогою трьох модальних дієслів: бѫдѫ, имамь, хоштѫ і зрідка з дієслівом начнѫ. Дієслово ж быти у формі двоїни відмінювалося так:
| Особа | Быти   |
| ----- | ------ |
| 1     | бѫдевѣ |
| 2     | бѫдета |
| 3     | бѫдете |

##### І майбутній (абсолютний)
Цього часу утворювали тільки і тільки за допомогою дієслова имати з дієйменником основного дієслова, який міг бути хоч через кілька слів у реченні. У двоїні І майбутній відмінювався так:
| Особа | Имати + пити | Имати + пити | Имати + нести | Имати + нести |
| ----- | ------------ | ------------ | ------------- | ------------- |
| 1     | имавѣ        | пити         | имавѣ         | нести         |
| 2     | имата        | пити         | имата         | нести         |
| 3     | имате        | пити         | имате         | нести         |

##### ІІ майбутній
Цього часу утворювали поєднанням особових форм дієслова быти в простім майбутнім часі та дієприкметника минулого часу з суфіксом -лъ-. У двоїні ІІ майбутній відмінювався так:
| Особа | Быти + читати | Быти + читати  | Быти + хвалити | Быти + хвалити  |
| ----- | ------------- | -------------- | -------------- | --------------- |
| 1     | бѫдевѣ        | читала, -ѣ, -ѣ | бѫдевѣ         | хвалила, -ѣ, -ѣ |
| 2     | бѫдета        | читала, -ѣ, -ѣ | бѫдета         | хвалила, -ѣ, -ѣ |
| 3     | бѫдете        | читала, -ѣ, -ѣ | бѫдете         | хвалила, -ѣ, -ѣ |

#### Наказовий спосіб

##### Аналітичні форми
| Особа | Вести  | Брати  | Пешти  | Хвалити |
| ----- | ------ | ------ | ------ | ------- |
| 1     | ведѣвѣ | берѣвѣ | пецѣвѣ | хваливѣ |
| 2     | ведѣта | берѣта | пецѣта | хвалите |

Наказовий спосіб для нетематичних слів:
| Особа | Быти   | Вѣсти  | Дати   | Ясти  | Имати  |
| ----- | ------ | ------ | ------ | ----- | ------ |
| 1     | бѫдѣвѣ | вѣдивѣ | дадивѣ | ядивѣ | имѣивѣ |
| 2     | бѫдѣта | вѣдита | дадита | ядита | имѣита |

##### Синтетичні форми
Також треба зазначити форму за допомогою частки да і відповідної особової форми теперішнього часу — буває лише для 1-ї особи однини та 3-ї особи всіх чисел. Отже, у двоїні відмінюється так:
| Особа | Нести     | Двигнѫти    | Грѣти     | Хвалити    |
| ----- | --------- | ----------- | --------- | ---------- |
| 3     | да несете | да двигнете | да грѣете | да хвалите |

#### Умовний спосіб
Форми умовного способу пам'ятки не засвідчують, тому їх можна відновити лише гіпотетично:
| Особа | Нести         | Нести         |
| ----- | ------------- | ------------- |
| 1     | несла, -ѣ, -ѣ | (бивѣ) быховѣ |
| 2     | несла, -ѣ, -ѣ | (биста) быста |
| 3     | несла, -ѣ, -ѣ | (бисте) бысте |

### Дієприкметник
| Відмінок                   | Чоловічий рід | Жіночій рід |
| -------------------------- | ------------- | ----------- |
| Називний Знахідний Кличний | несѫшта       | несѫшти     |
| Родовий Місцевий           | несѫштѹ       | несѫштѹ     |
| Давальний Орудний          | несѹштема     | несѫштама   |